# مجزرة قرية قالونيا (12 أبريل 1948)
وقعت مجزرة قالونيا إثر هجوم قوات صهيونية قرية قالونيا في 11 أبريل 1948، وعملت على مدار يومين على نسف المنازل وتسويتها بالأرض.

## الموقع
كانت القرية تقع على الطريق العام للقدس يافا. كانت تمتاز القرية بموقعها الجغرافي ولهاذا السبب اتَّخَذَ منها الثوار الفلسطنسن مركزا لهم بقيادة عبد القادر الحسيني.

## التاريخ
هاجمت قوة من بلماح الصهيونية قرية قالونيا الواقعة بجوار مدينة القدس في 11 أبريل 1948، وبقيت طوال يومين تنسف البيوت. يقول هاري ليفين (اليهودي الانجليزي الذي رافق البلماح أثناء دخوله القرية): «إن القرية بدت كبركان ثائر مدافع وإطلاق نار عشوائي.»، كما قال أنه أحصى عدد القتله ب14 قتيلًا، ويقول أنه: كانوا أكثر من ذلك العدد من القتلى.

## التهجير
هجرت قرية قالونيا بعد المجزرة في 12 أبريل 1948. حيث كان يعيش في القرية 1056 نسمة.